# Grand canyon du Verdon - plateau de la Palud
Grand canyon du Verdon - plateau de la Palud este o arie protejată (sit de importanță comunitară — SCI) din Franța întinsă pe o suprafață de 9.798 ha, integral pe uscat.

## Localizare
Centrul sitului Grand canyon du Verdon - plateau de la Palud este situat la coordonatele 43°45′30″N 6°21′00″E / 43.75833°N 6.35°E.

## Înființare
Situl Grand canyon du Verdon - plateau de la Palud a fost declarat arie specială de conservare în baza directivei 92/43 din 1992 referitoare la conservarea habitatelor naturale și a faunei și florei sălbatice pentru a proteja 3 specii de plante și 24 de specii de animale.

## Biodiversitate
Situată în ecoregiunea mediteraneană, aria protejată conține 25 de habitate naturale: Râuri cu maluri nămoloase cu vegetație de Chenopodion rubri p.p. și Bidention p.p., Lande oro-mediteraneene cu formațiuni endemice de grozamă, Formațiuni stabile xerotermofile de Buxus sempervirens pe pante stâncoase (Berberidion p.p.), Matorral arborescenți cu Juniperus spp., Păduri de fag din Europa Centrală dezvoltate pe sol calcaros cu Cephalanthero-Fagion, Păduri de Quercus ilex și Quercus rotundifolia, Pante stâncoase calcaroase cu vegetație casmofită, Peșteri inaccesibile publicului, Pajiști uscate seminaturale și facies de acoperire cu tufișuri pe substraturi calcaroase (Festuco-Brometalia) (* situri importante pentru orhidee), Păduri pe pante, grohotișuri și ravene de Tilio-Acerion, Izvoare petrifiante cu formare de travertin (Cratoneurion), Pajiști alpine și subalpine calcaroase, Păduri mediteraneene de Taxus baccata, Pajiști umede mediteraneene cu ierburi înalte de Molinio-Holoschoenion, Păduri aluvionare cu Alnus glutinosa și Fraxinus excelsior (Alno-Padion, Alnion incanae, Salicion albae), Râuri de munte și vegetația erbacee de pe malurile acestora, Râuri de munte și vegetația lor lemnoasă cu Salix elaeagnos, Galerii de Salix alba și de Populus alba, Râuri mediteraneene cu debit permanent și vegetație de Glaucium flavum, Pajiști alpine și boreale, Pajiști carstice calcaroase sau bazofile, de Alysso-Sedion albi, Fânețe de joasă altitudine (Alopecurus pratensis, Sanguisorba officinalis), Grohotișuri termofile și vest-mediteraneene, Lespezi calcaroase, Formațiuni de Juniperus communis pe lande sau pajiști calcaroase.
La baza desemnării sitului se află mai multe specii protejate:
- plante (3): Aquilegia bertolonii, Asplenium jahandiezii, Mannia triandra
- mamifere (11): liliac cârn (Barbastella barbastellus), lupul (Canis lupus), castor (Castor fiber), liliac cu aripi lungi (Miniopterus schreibersii), liliac cu urechi mari (Myotis bechsteinii), liliac cu urechi de șoarece (Myotis blythii), liliac cu picioare lungi (Myotis capaccinii), liliac cărămiziu (Myotis emarginatus), liliac comun (Myotis myotis), liliacul mare cu potcoavă (Rhinolophus ferrumequinum), liliacul mic cu potcoavă (Rhinolophus hipposideros)
- nevertebrate (8): croitorul mare al stejarului (Cerambyx cerdo), fluturele de noapte (Eriogaster catax), fluturele auriu (Euphydryas aurinia), Euplagia quadripunctaria, Limoniscus violaceus, rădașcă (Lucanus cervus), Osmoderma eremita, Rosalia alpina
- pești (5): Barbus meridionalis, zglăvoacă (Cottus gobio), Parachondrostoma toxostoma, clean dungat (Telestes souffia), Zingel asper

Pe lângă speciile protejate, pe teritoriul sitului au mai fost identificate 1 specie de păsări, 5 specii de nevertebrate.